# والتر موسلي
والتر موسلي (بالإنجليزية: Walter Mosley)‏ (12 يناير 1952، لوس أنجلوس في الولايات المتحدة)؛ كاتب مسرحي، كاتب سيناريو، كاتب للأطفال، ممثل، كاتب، منتج أفلام وروائي أمريكي.

## روابط خارجية
- والتر موسلي على موقع IMDb (الإنجليزية)
- والتر موسلي على موقع الموسوعة البريطانية (الإنجليزية)
- والتر موسلي على موقع ميوزك برينز (الإنجليزية)
- والتر موسلي على موقع إن إن دي بي (الإنجليزية)
- والتر موسلي على موقع قاعدة بيانات الفيلم (الإنجليزية)